# Walter Payton NFL Man of the Year Award
Il Walter Payton NFL Man of the Year è un premio assegnato annualmente dalla National Football League al giocatore che più si è distinto nel volontariato e nelle opere di beneficenza, oltre che per la sua eccellenza sul campo di gioco. 
Dalla sua prima edizione nella stagione 1970 fino a quella del 1999 era chiamato semplicemente NFL Man of the Year Award poi, dopo la scomparsa del running back dei Chicago Bears Walter Payton, vincitore del premio nel 1977 e considerato come uno dei migliori giocatori di sempre, il premio gli fu dedicato.
Dalla stagione 2011 viene assegnato durante la cerimonia NFL Honors che si tiene nei giorni precedenti il Super Bowl.

## Selezione
Ogni anno ognuna delle 32 squadre della NFL candida un suo giocatore. Una giuria composta dal Commissario della NFL, dal vincitore dell'anno precedente e da ex giocatori assegna il premio ad uno di questi 32 candidati. 
Il vincitore oltre al trofeo riceve 250.000 dollari da donare ad un ente di beneficenza a sua scelta mentre gli altri 31 finalisti ne ricevono 55.000 dollari sempre per la medesima finalità.
Al 2022 dei 53 vincitori 29 sono stati introdotti nella Pro Football Hall of Fame, mentre le squadra con il maggior numero di vincitori sono i Chicago Bears e i Kansas City Chiefs con 5 ciascuno, seguiti dai Dallas Cowboys, i Pittsburgh Steelers e i Los Angeles Chargers con 4 a testa. Invece nessun giocatore dei Buffalo Bills, dei Cleveland Browns, dei Detroit Lions, dei Green Bay Packers e dei New England Patriots ha mai vinto questo premio.

## Il trofeo
Il trofeo con cui viene premiato il vincitore è una statuetta in bronzo intitolata "Il Gladiatore" disegnata nel 1969 dall'artista Daniel Bennett Schwartz che usò come modello Steve Wright, giocatore di circa 2 metri per 110 kg allora tackle dei New York Giants. 
La statua rappresenta un giocatore di football in piedi con indosso la cappa usata per proteggersi dal freddo a bordo campo, posa che ricordava all'artista un antico guerriero greco o appunto un gladiatore.
Il trofeo fu usato nel 1969, ultimo anno prima della fusione AFL-NFL, per il Gladiator Award poi trasformato dall'anno successivo nel NFL Man of the Year Award.

## Albo d'oro

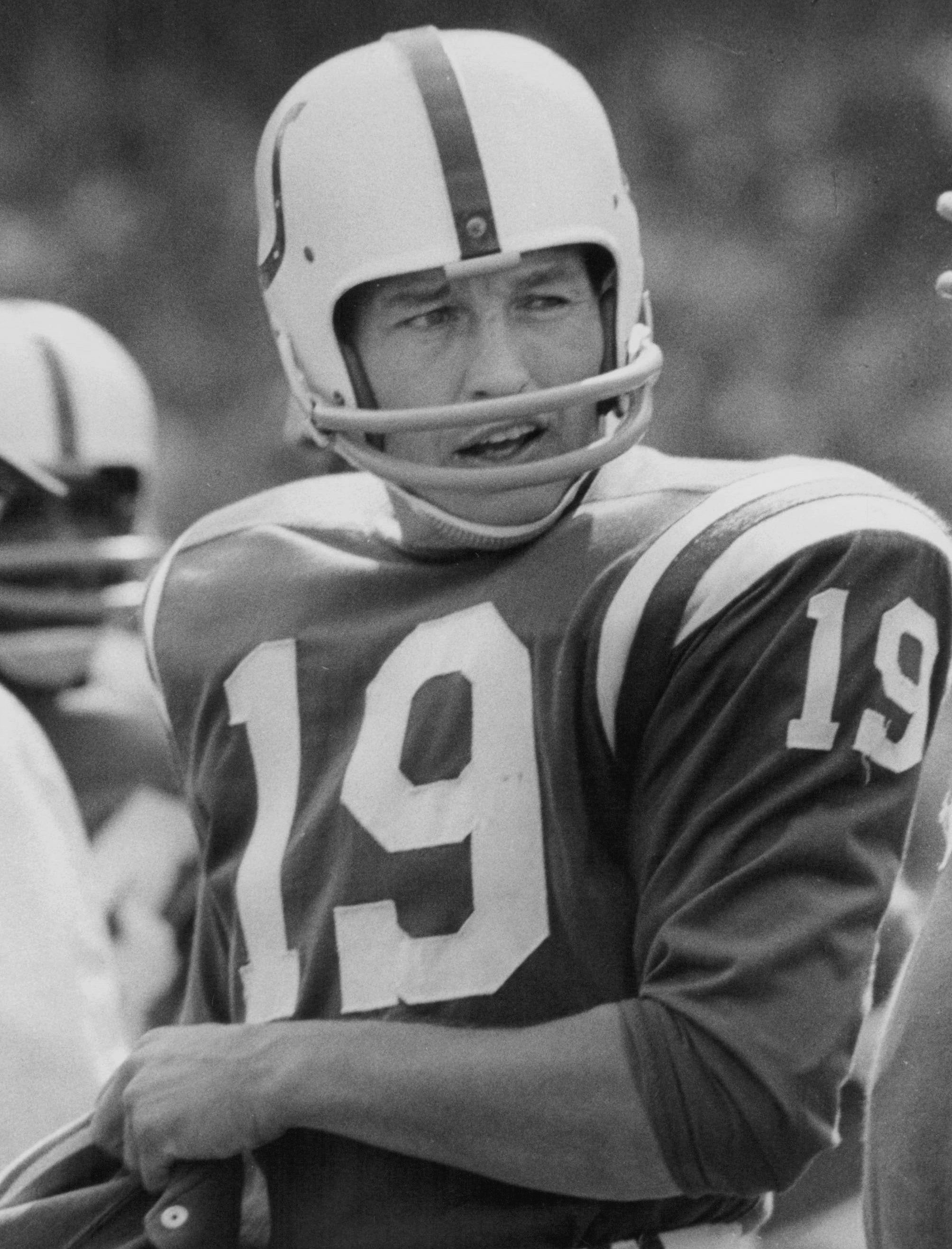
Johnny Unitas primo vincitore del premio nel 1970 con i Baltimore Colts

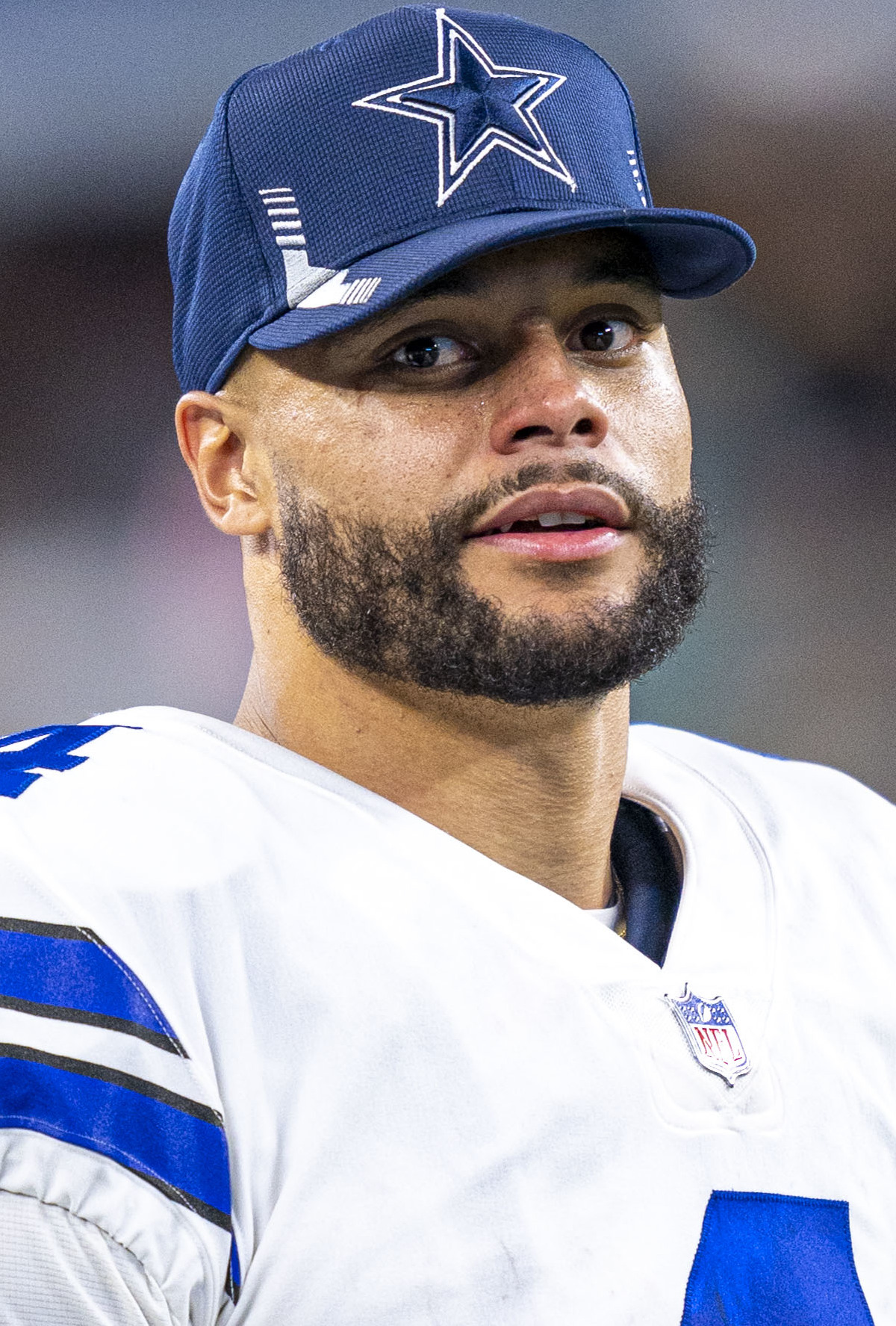
Dak Prescott vincitore con i Dallas Cowboys nel 2022

Inserito nella Pro Football Hall of Fame
| Stagione | Giocatore           | Ruolo             | Squadra              | Nota   |
| -------- | ------------------- | ----------------- | -------------------- | ------ |
| 1970     | Johnny Unitas       | Quarterback       | Baltimore Colts      | [ 6 ]  |
| 1971     | John Hadl           | Quarterback       | San Diego Chargers   | [ 7 ]  |
| 1972     | Willie Lanier       | Linebacker        | Kansas City Chiefs   | [ 8 ]  |
| 1973     | Len Dawson          | Quarterback       | Kansas City Chiefs   | [ 9 ]  |
| 1974     | George Blanda       | Quarterback       | Oakland Raiders      | [ 10 ] |
| 1975     | Ken Anderson        | Quarterback       | Cincinnati Bengals   | [ 11 ] |
| 1976     | Franco Harris       | Running back      | Pittsburgh Steelers  | [ 12 ] |
| 1977     | Walter Payton       | Running back      | Chicago Bears        | [ 13 ] |
| 1978     | Roger Staubach      | Quarterback       | Dallas Cowboys       | [ 14 ] |
| 1979     | Joe Greene          | Defensive lineman | Pittsburgh Steelers  | [ 15 ] |
| 1980     | Harold Carmichael   | Wide Receiver     | Philadelphia Eagles  | [ 16 ] |
| 1981     | Lynn Swann          | Wide Receiver     | Pittsburgh Steelers  | [ 17 ] |
| 1982     | Joe Theismann       | Quarterback       | Washington Redskins  | [ 18 ] |
| 1983     | Rolf Benirschke     | Placekicker       | San Diego Chargers   | [ 19 ] |
| 1984     | Marty Lyons         | Defensive tackle  | New York Jets        | [ 20 ] |
| 1985     | Dwight Stephenson   | Centro            | Miami Dolphins       | [ 21 ] |
| 1986     | Reggie Williams     | Linebacker        | Cincinnati Bengals   | [ 22 ] |
| 1987     | Dave Duerson        | Safety            | Chicago Bears        | [ 23 ] |
| 1988     | Steve Largent       | Wide Receiver     | Seattle Seahawks     | [ 24 ] |
| 1989     | Warren Moon         | Quarterback       | Houston Oilers       | [ 25 ] |
| 1990     | Mike Singletary     | Linebacker        | Chicago Bears        | [ 26 ] |
| 1991     | Anthony Muñoz       | Tackle            | Cincinnati Bengals   | [ 27 ] |
| 1992     | John Elway          | Quarterback       | Denver Broncos       | [ 28 ] |
| 1993     | Derrick Thomas      | Linebacker        | Kansas City Chiefs   | [ 29 ] |
| 1994     | Junior Seau         | Linebacker        | San Diego Chargers   | [ 30 ] |
| 1995     | Boomer Esiason      | Quarterback       | New York Jets        | [ 31 ] |
| 1996     | Darrell Green       | Cornerback        | Washington Redskins  | [ 32 ] |
| 1997     | Troy Aikman         | Quarterback       | Dallas Cowboys       | [ 33 ] |
| 1998     | Dan Marino          | Quarterback       | Miami Dolphins       | [ 34 ] |
| 1999     | Cris Carter         | Wide Receiver     | Minnesota Vikings    | [ 35 ] |
| 2000     | Derrick Brooks      | Linebacker        | Tampa Bay Buccaneers | [ 36 ] |
| 2000     | Jim Flanigan        | Defensive line    | Chicago Bears        | [ 37 ] |
| 2001     | Jerome Bettis       | Running back      | Pittsburgh Steelers  | [ 38 ] |
| 2002     | Troy Vincent        | Cornerback        | Philadelphia Eagles  | [ 39 ] |
| 2003     | Will Shields        | Guard             | Kansas City Chiefs   | [ 40 ] |
| 2004     | Warrick Dunn        | Running back      | Atlanta Falcons      | [ 41 ] |
| 2005     | Peyton Manning      | Quarterback       | Indianapolis Colts   | [ 42 ] |
| 2006     | Drew Brees          | Quarterback       | New Orleans Saints   | [ 43 ] |
| 2006     | LaDainian Tomlinson | Running back      | San Diego Chargers   | [ 43 ] |
| 2007     | Jason Taylor        | Defensive End     | Miami Dolphins       | [ 44 ] |
| 2008     | Kurt Warner         | Quarterback       | Arizona Cardinals    | [ 45 ] |
| 2009     | Brian Waters        | Guard             | Kansas City Chiefs   | [ 46 ] |
| 2010     | Madieu Williams     | Safety            | Minnesota Vikings    | [ 47 ] |
| 2011     | Matt Birk           | Centro            | Baltimore Ravens     | [ 48 ] |
| 2012     | Jason Witten        | Tight End         | Dallas Cowboys       | [ 49 ] |
| 2013     | Charles Tillman     | Cornerback        | Chicago Bears        | [ 50 ] |
| 2014     | Thomas Davis        | Linebacker        | Carolina Panthers    | [ 51 ] |
| 2015     | Anquan Boldin       | Wide receiver     | San Francisco 49ers  | [ 52 ] |
| 2016     | Larry Fitzgerald    | Wide receiver     | Arizona Cardinals    | [ 53 ] |
| 2016     | Eli Manning         | Quarterback       | New York Giants      | [ 53 ] |
| 2017     | J.J. Watt           | Defensive end     | Houston Texans       | [ 54 ] |
| 2018     | Chris Long          | Defensive end     | Philadelphia Eagles  | [ 55 ] |
| 2019     | Calais Campbell     | Defensive end     | Jacksonville Jaguars | [ 56 ] |
| 2020     | Russell Wilson      | Quarterback       | Seattle Seahawks     | [ 57 ] |
| 2021     | Andrew Whitworth    | Offensive tackle  | Los Angeles Rams     | [ 58 ] |
| 2022     | Dak Prescott        | Quarterback       | Dallas Cowboys       | [ 59 ] |
| 2023     | Cameron Heyward     | Defensive end     | Pittsburgh Steelers  | [ 60 ] |
| 2024     | Arik Armstead       | Defensive end     | Jacksonville Jaguars | [ 61 ] |